# Pligtetik
 Denne artikel bør gennemlæses af en person med fagkendskab for at sikre den faglige korrekthed.

Pligtetik (af græsk deon (δέον), pligt) også kaldet deontologi eller deontologisk etik) er en filosofisk teori om at valg bør baseres på regler eller moralske principper, og at "det rigtige valg" vejer tungere end resultaterne. Det normative fundament findes i, at mennesket har visse pligter som er absolutte og ufravigelige.
Pligtetik indtager det standpunkt at en handlings moralske værdi er uafhængig af værdien af dens konsekvenser. Det vigtigste for pligtetikken, i den kantianske tradition, er den gode vilje og respekten for menneskets medfødte rettigheder (begrebet "den gode vilje" er dog mere centralt i moderne dydsetik). Modsat mener konsekventialister, at den rette handling maksimerer gode konsekvenser af en upartisk bestemmelse af godt og ondt.
Pligtetikkens hovedskikkelse er den tyske filosof Immanuel Kant. I sit moralfilosofiske hovedværk Grundlegung zur Metaphysik der Sitten taler han stærkt for, at mennesket i sig selv er et mål, der har visse rettigheder. Det er i skarp modsætning til den senere utilitarisme, der både ser mennesket som et middel og et mål, idet de er midlet til at generere velvære, som er målet. Pligtetikken er således i høj grad en rettighedstænkning.

## Sindelagsetik
Et menneske må ikke bevidst bryde det vedtagne moralkodeks, uanset hvad konteksten er, eller hvad konsekvenserne bliver af handlingen. Det rigtige valg vejer tungere end resultatet. Du må ikke slå ihjel! uanset hvilken situation du står i.
Hvis du stod med en pistol i hånden foran en terrorist, der var parat til at tænde en bombe, som vil ødelægge mange menneskeliv, må du ikke skyde ham, hvis du følger pligtetikkens pligt- eller sindelagsetik.
Pligtetikkens ”skaber” er den kristne filosof Immanuel Kant, og den bygger på den kristne tro. Den fortæller os, hvad der er rigtig, og hvad der er forkert. Alle må vide, om en handling er rigtig eller forkert.
Konsekvensetik støtter sig på induktionsprincippet: Alle hidtil kendte erfaringer viser dit og dat, og derfor tillader vi os selv at tro på, at alle vore erfaringer vil vise det samme. Men det har i nogle tilfælde vist sig, at vores egen erfaring fejlbedømmer konsekvensen af vores handlinger. Og da alle mennesker ikke deler de samme erfaringer, vil de også have en forskellig måde at tolke en situation på og nå frem til forskellige konsekvenser, som de tror handlingen vil medføre. Så induktionsprincippet har absolut ingen logisk almengyldighed.
Men alle har en moral. Og da den sørger for at fortælle os, hvad der er rigtigt og forkert, burde alle handlinger være baseret på moral og være uafhængige af kontekst og konsekvens. Fx må du ikke lyve. For hvis alle løj, ville sandheden aldrig se lyset, og det ville skabe et totalt kaos.